# トウセン宇田川町ビル
トウセン宇田川町ビル（トウセンうだがわちょうビル）は、渋谷区宇田川町のオフィスビル。1980年竣工。ライブハウスが多く入居するビルとして知られ、2010年以降さらにライブハウスの集積が進んだ。

## 特徴
東京都渋谷区宇田川町、渋谷駅徒歩5〜6分、ハンズ渋谷店の向かいという立地にあるオフィスビルである。
地下1階から7階まであるテナントフロアの大半をライブハウスやクラブが占めており、音楽、ダンス、ファッション、エクストリームスポーツなどストリートカルチャーの発信地としての役割を持つ渋谷のランドマークである。

## 歴史
1980年9月に竣工。
1980年代にはスタジオパルコとしてパルコのテナントが入居しており、1988年6月にライブハウス渋谷TAKE OFF 7が当ビル5階に移転した。同ライブハウスは1995年9月に3階に再移転した。1996年4月には1階と2階にハーレーダビッドソンの正規販売店であるハーレーダビッドソンシティ渋谷店が開店した。
2003年、地下1階にLD&Kが運営するライブハウスCHELSEA HOTEL（チェルシーホテル）が入居。2006年6月20日には5階にaube shibuya（オーブ シブヤ）がオープンした。
2009年にハーレーダビッドソンシティ（1 - 2階）が店休し退去、渋谷TAKE OFF 7（3階）が同じく宇田川町のアソルティ渋谷に移転したことで、1階から3階のテナントが空いた状態となる。3階がライブハウスの居抜きであったことから、ジュライエンタテイメント（代表・水野孝之）とTHE GAME（代表・齋藤 浩一）が同時期に同フロアを開店候補地として検討することとなった。その結果としてジュライエンタテイメントが入居することになり、ライブハウスShibuya Milkyway（シブヤ ミルキーウェイ）として2010年4月にプレオープン、同年7月7日にグランドオープンした。
ハーレーダビッドソンシティ跡の1・2階は当初、居抜きとしてセットで家賃設定されていたが、THE GAMEのスタッフが分割を提案し不動産会社側が受け入れたことでテナントが分かれ、2階にライブハウス渋谷THE GAMEが入居した。さらに、CHELSEA HOTELの次の店舗の候補地を探していたLD&Kが空いた1階を入居先に選び、2010年9月28日にライブハウスSTAR LOUNGEとしてオープンした。これにより当ビルは地下1階から3階、5階にそれぞれライブハウスが入居するビルとなった。
2012年12月には6階と7階の2フロアにクラブ・ディスコの「R LOUNGE（アールラウンジ）」がオープンした。

## テナント

### CHELSEA HOTEL
2003年、地下1階にオープン。
LD&Kが運営するライブハウスで、ニューヨークのチェルシーホテルにちなんで名付けられた。総支配人は川崎秀一。
キャパシティは約300名。毎週水曜日はドリンク代のみで入場できる無料ライブを開催している。

### STAR LOUNGE
2010年9月28日、1階にオープン。
CHELSEA HOTELと同じくLD&Kが運営するライブハウス。名前の由来はニューヨークのチェルシーホテルの近くにある同名の店舗からで、総支配人の川崎秀一がGoogle Mapのストリートビュー機能で同ホテル周辺を探索していた時に発見した。
キャパシティは約250名。CHELSEA HOTELで課題となっていた楽屋やステージ裏側の導線などを整備し、ヴィジュアル系やアイドルのライブ・イベントで利用されている。

### THE GAME
2010年、2階にオープンしたライブハウス。
元は2003年より宮益坂でクラブとして営業していた。2008年の5周年を期にライブハウス営業を開始することになり、後に代表となる齋藤浩一がスタッフとして入った。1年ほど経ったところで風俗営業法に基づく摘発を受け、当時のオーナーにより売りに出される。「他人に売って欲しくなかった」と自ら買い取ることを発案した齋藤がバイト先の土木作業会社の社長と新会社を立ち上げ、買い取り・営業再開を実現。しかしリーマンショックの余波で入居していたビルからの退去を余儀なくされた。その後約1年を経て、上述したMilkywayとの3階居抜きの競合、1・2階テナントの分割といった経緯によりトウセン宇田川ビル2階に入居し再開店した。
ライターの浅井陽は「二度の閉店と移転をしては復活する不死鳥のようなライブハウス」と形容している。

### Milkyway
3階のライブハウス。「天の川」を意味する名前にちなみ2010年7月7日7時7分にグランドオープンした。
新宿MARZやSHIBUYA DESEOなどの立ち上げに携わった水野孝之が独立・企業した会社ジュライエンタテイメントが運営している。
2014年6月1日、八王子市に系列店「八王子Milkyway」がオープンした。

### GOLD RUSH
4階に入居するハンバーグレストラン。1980年に創業し、ファミリー経営で東京都内に4店舗を構える同店の渋谷本店である。かつて井の頭通りのビデオスタジオビルに1号店（渋谷本店とは異なる支店）が存在していたことから芸能人の常連客も多いとされる。

### aube shibuya
2006年6月20日、5階にオープンしたライブハウス。
ジルバのベース・和泉昭寛が店長を務める。
利用するアーティストはオールジャンルで、和泉は「音楽というエンタメに対して、なんらかの制限を設けないのがうちのポリシー」と語っている。

### R LOUNGE
2012年12月、6階と7階にオープンしたクラブ。
キャパシティは2フロアで約700名。レストランや各種パーティー・貸切イベントなどのスペースとしても利用可能。

### 過去のテナント
- 渋谷TAKE OFF 7 - ライブハウス（5階→3階、1988年 - 2009年）[4]
- ハーレーダビッドソンシティ - ハーレーダビッドソン正規販売店（1階・2階、1996年 - 2009年）[5]

## 作品
2021年6月にNetflixで配信開始されたドラマ『全裸監督2』では、主人公村西とおるが働く「サファイア映像」の事務所のロケ地としてトウセン宇田川町ビルが使用された。

## 交通
- 渋谷駅[2]
  - 田園都市線 徒歩5分
  - 山手線 徒歩6分
  - 半蔵門線 徒歩5分
  - 井の頭線 徒歩6分
  - 東横線 徒歩7分
  - 副都心線 徒歩7分
  - 銀座線 徒歩7分